# Uraeginthus cyanocephalus
El azulito coroniazul (Uraeginthus cyanocephalus) es una especie de ave paseriforme de la familia Estrildidae propia de África oriental.

## Características

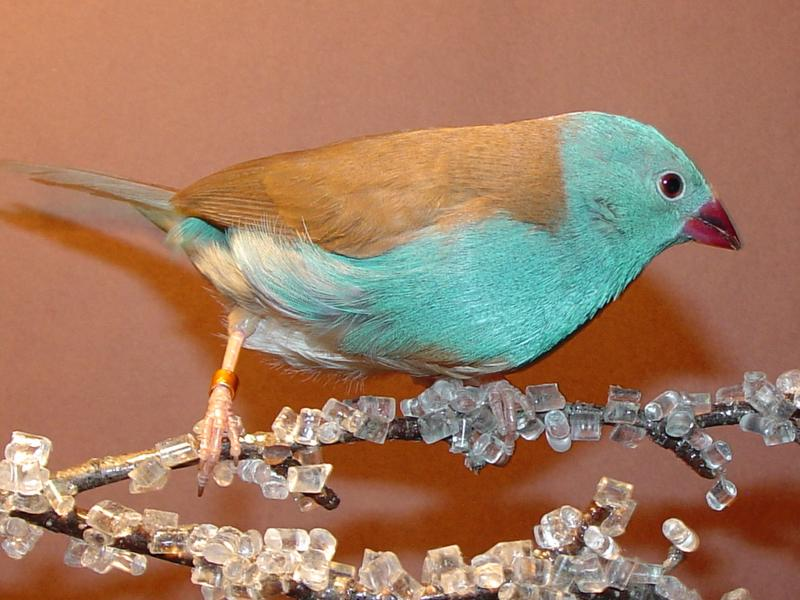
Macho en cautividad.

La mayor parte de los individuos de azulito coroniazul no superan los 7,5 cm de longitud y son poco ruidosos comparados con especies parecidas. Son pájaros de color marrón claro en las partes superiores del cuerpo y con las partes inferiores y el rostro de color azul celeste. Los machos además tienen azul en la parte superior de la cabeza, y suelen ser de color más vivo. En las hembras la coloración café de las alas se extiende hasta la altura de la nuca y sobre el píleo. 
El azulito es un pájaro omnívoro que se alimenta de semillas y pequeños insectos. Las parejas bailan sosteniendo ramitas en sus picos; una cámara de alta velocidad muestra parejas moviendo sus patas entre 25 y 50 veces por segundo, lo que produce un zumbido.

## Distribución y hábitat
El azulito coroniazul se encuentra en Etiopía, Kenia, Somalia, Sudán del Sur y Tanzania, en África Oriental.
Habita tropicales o subtropicales (tierras bajas) pastizales secos, matorrales y desierto. Su distribución total se estima que abarca un área de 390 000 km².